# Трибериа (крепост)
 Тази статия е за крепостта Трибериа.  За селото вижте Трибериа.  
Трибериа (на шведски: Triberga borg) е кръгова крепост, разположена на около село Трибериа (на шведски: Triberga), в югоизточната част на шведския остров Йоланд в рамките на община Мьорбюлонга, лен Калмар. Това е една от деветнадесетте крепости от подобен тип, открити на острова. Едва четири от тези укрепления разполагат с двойна крепостна стена – Екеторп, Гробори, Борбю и Трибериа. Счита се, че това дострояване е станало през ранното Средновековие, когато крепостите са били обитавани и използвани за защита.
Крепостта е разположена в близост до блатото „Трибериа мосе“ (на шведски: Triberga mosse), като в по-ранни времена това е била голяма блатиста местност. Именно непроходимостта около крепостта е използвана за допълнителна защита.
Формата на крепостта „Трибериа“ е слабо елиптична, с вътрешен диаметър от около 60 m. Разкопките показват наличие на външна крепостна стена, построена около по-ранна защитна стена. Външната крепостна стена има отвор на юг. Вътрешната стена е широка около 5 m и е изцяло построена от варовик. При нея входа е разположен на югоизток.
В близост до крепостта са намерени редица златни и сребърни предмети. През 1960 година около „Трибериа“ е намерено най-голямото сребърно съкровище за остров Йоланд, състоящо се от 660 арабски сребърни монети, от времето на викингите. Това съкровище се съхранява в музея на град Калмар. Други предмети, намирани във и около крепостта, са върхове на стрели, накити, монети и перли.